# Pierre Deligne
Pierre René, Viscount Deligne (tiếng Pháp: [dəliɲ]; sinh ngày 3 tháng 10 năm 1944) là một nhà toán học người Bỉ. Ông nổi tiếng với chứng minh phỏng đoán Weil, với một chứng minh hoàn thiện vào năm 1973. Nhờ chứng minh này mà ông nhận huy chương Fields năm 1978. Ông cũng được trao giải Wolf Toán học năm 2008 và Giải Abel năm 2013.